# Phytobia
Genre
Phytobia est un genre de diptères de la famille des Agromyzidae.

## Liste des espèces
Selon Catalogue of Life (20 avril 2019) :
- Phytobia allecta Melander, 1913
- Phytobia alocomentula Sasakawa, 1996
- Phytobia amelanchieris Greene, 1917
- Phytobia aucupariae (Kangas, 1949)
- Phytobia betulae (Kangas, 1935)
- Phytobia betulivora Spencer, 1969
- Phytobia bifida Zlobin, 2002
- Phytobia bifistula Sasakawa, 2004
- Phytobia bohemica Cerny, 2001
- Phytobia brincki Spencer, 1965
- Phytobia californica Spencer, 1981
- Phytobia calyptrata Hendel, 1923
- Phytobia cambii Hendel, 1931
- Phytobia carbonaria (Zetterstedt, 1848)
- Phytobia cerasiferae (Kangas, 1955)
- Phytobia clypeolata Sasakawa, 1996
- Phytobia colorata Spencer, 1977
- Phytobia confessa Spencer, 1969
- Phytobia correntosana (Malloch, 1934)
- Phytobia coylesi Spencer, 1969
- Phytobia diversata Spencer, 1961
- Phytobia ecuadorensis Spencer, 1977
- Phytobia errans Meigen, 1830
- Phytobia fausta Spencer, 1977
- Phytobia flavohumeralis Sehgal, 1968
- Phytobia flavosquamata Spencer, 1959
- Phytobia frutescens Sasakawa, 1996
- Phytobia furcata (Sasakawa, 1963)
- Phytobia fusca Sasakawa, 1996
- Phytobia gigas Spencer, 1966
- Phytobia grandissima Singh & Ipe, 1973
- Phytobia guatemalensis Sasakawa, 2005
- Phytobia harai Sasakawa, 1994
- Phytobia hirticula (Sasakawa, 1963)
- Phytobia incerta Spencer, 1963
- Phytobia indecora (Malloch, 1918)
- Phytobia insulana Spencer, 1977
- Phytobia inusitata Spencer, 1966
- Phytobia ipeii Singh & Tandon, 1966
- Phytobia iraeos (Robineau-Desvoidy, 1851)
- Phytobia iridis Hendel, 1927
- Phytobia kallima Frost, 1936
- Phytobia kuhlmanni Spencer, 1966
- Phytobia lanei Spencer, 1966
- Phytobia lateralis (Macquart, 1835)
- Phytobia liepae Spencer, 1977
- Phytobia lineata Sasakawa, 1955
- Phytobia longipes Sasakawa, 1988
- Phytobia lunulata Hendel, 1920
- Phytobia luzonensis Sasakawa, 1996
- Phytobia maai Spencer, 1962
- Phytobia macalpinei Spencer, 1977
- Phytobia magna (Sasakawa, 1963)
- Phytobia malabarensis Spencer, 1977
- Phytobia mallochi Hendel, 1924
- Phytobia manifesta Spencer, 1977
- Phytobia matura Spencer, 1973
- Phytobia mentula Sasakawa, 1992
- Phytobia millarae Spencer, 1977
- Phytobia monsonensis Sasakawa, 1992
- Phytobia morio (Brischke, 1881)
- Phytobia nigeriensis Spencer, 1977
- Phytobia nigrita (Malloch, 1914)
- Phytobia optabilis Spencer, 1977
- Phytobia pallida Spencer, 1986
- Phytobia pansa Sasakawa, 1996
- Phytobia peruensis Spencer, 1977
- Phytobia pipinna Sasakawa, 1992
- Phytobia powelli Spencer, 1981
- Phytobia prolata (Sasakawa, 1963)
- Phytobia propincua (Sasakawa, 1963)
- Phytobia pruinosa (Coquillett, 1902)
- Phytobia pruni (Grossenbacher, 1915)
- Phytobia prunivora Spencer, 1981
- Phytobia pseudobetulivora Zlobin, 2008
- Phytobia rabelloi Spencer, 1966
- Phytobia ruandensis Spencer, 1959
- Phytobia sasakawai Spencer, 1989
- Phytobia semibifurcata Zlobin, 2002
- Phytobia seticopia (Sasakawa, 1963)
- Phytobia setitibialis Sasakawa, 1992
- Phytobia setosa (Loew, 1869)
- Phytobia shizukoae Spencer, 1965
- Phytobia spinulosa Sasakawa, 1992
- Phytobia subdiversata Sasakawa, 1996
- Phytobia terminalis (Sasakawa, 1963)
- Phytobia triplicis Zlobin, 2002
- Phytobia unica Spencer, 1973
- Phytobia vanduzeei Spencer, 1981
- Phytobia vilkamaai Zlobin, 2002
- Phytobia vindhyaensis Singh & Ipe, 1973
- Phytobia waltoni (Malloch, 1913)
- Phytobia xanthophora Schiner, 1868
- Phytobia yalomensis Spencer, 1966